# Charles de Freycinet
Charles Louis de Saulces de Freycinet (Foix, 14 de noviembre de 1828 - París 14 de mayo de 1923), fue un político e ingeniero francés, activo durante la Tercera República Francesa, en la que ocupó en varias ocasiones el cargo de presidente del Consejo de Ministros.

## Biografía
Estudia en la Escuela Politécnica antes de entrar al servicio de la Administración. Siendo ingeniero de Minas, es el jefe de explotación de la Compañía de Ferrocarriles del Midi al tiempo de la caída del Segundo Imperio Francés.
Colabora con Gambetta en el Gobierno de Defensa Nacional en 1870–1871 durante la Guerra franco-prusiana de 1870 y apoya, en la medida de lo posible, al joven oficial Louis Rossel que rechaza el armisticio con Prusia. Durante este período (1870-1871), tenía como secretario a Justin Germain Casimir de Selves. Elegido senador por el departamento del Seine en 1876, mandato que conservará hasta 1920. Ministro de Obras Públicas (1877–1879), estando asociado a la multiplicación de líneas de ferrocarril, a menudo de calidad mediocre (plan Freycinet), con el objetivo de sacar de su aislamiento a las regiones con peores servicios. Contribuye igualmente a la modernización de las vías fluviales, especialmente por la creación de una norma sobre la medida de las esclusas, posteriormente conocida como la talla Freycinet (gabarit Freycinet en francés).
Ocupa en varias ocasiones la Presidencia del Consejo de Ministros, tras ser por primera vez encargado de formar Gobierno por Jules Grévy, acumulando dicha función con la de ministro de Asuntos Exteriores en 1879-1880 y en 1885-1886. Apoyó a Jules Ferry en sus proyectos de laicización y escolarización obligatoria. Candidato en las elecciones presidenciales de 1885, no es elegido.
En 1886 hace expulsar a los pretendientes al trono francés, y posteriormente es derrotado por Marie François Sadi Carnot en las elecciones presidenciales de 1887. Primer civil en llegar a ser ministro de la Guerra 1889-1890, elevó a tres años la duración del servicio militar, creó el Estado Mayor General y modernizó el equipamiento militar haciendo adoptar por el Ejército el fusil de Nicolas Lebel y el Cañón de 75 Modelo 1897.
Acusado de querer encubrir el Escándalo de Panamá sobre la construcción del Canal de Panamá, pierde el poder, pero recupera el cargo de ministro de la Guerra en el Gobierno de Charles Dupuy donde, deseoso de sostener el honor del Ejército, se mostrará ardientemente antidreyfusista. Presidente de la Comisión de las Fuerzas Armadas del Senado, fue también ministro de Estado en el quinto Gobierno de Aristide Briand en 1915-1916.
Elegido miembro de la Academia francesa en 1890.
Según la obra del Ministerio de Asuntos Exteriores de Francia titulada "Commission supérieure pour l'examen du projet de mer intérieure dans le sud de l'Algérie et de la Tunisie présenté par Monsieur le Commandant Robert, París, Imprimerie Nationale, 1882" Freycinet era presidente del Consejo y ministro de Asuntos Exteriores en 1882.

## Residencias
- Palacete particular en el 123 de la calle de la Faisanderie, distrito XVI de París.

## Obras
- 1858: Traité de mécanique rationnelle
- 1860: De l'analyse infinitesimale (révisé en 1881)
- 1861: Des pentes économiques en chemin de fer
- 1869: Emploi des eaux d'égout en agriculture
- 1870: Principes de l'assainissement des villes
- 1870: Traité d'assainissement industriel
- 1896: Essai sur la philosophie des sciences
- 1905: La Question d'Égypte